# Markus Enders

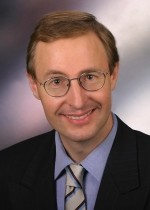
Markus Enders

Markus Enders (* 2. September 1963 in Fulda) ist ein deutscher Philosoph und römisch-katholischer Theologe. Er ist seit 2001 Professor für Christliche Religionsphilosophie an der Albert-Ludwigs-Universität Freiburg.

## Leben
Von 1983 bis 1989 studierte Markus Enders Philosophie, katholische Theologie, Religionswissenschaft und Germanistik in Freiburg im Breisgau und München. Markus Enders war von 1985 bis 1989 Stipendiat der Bischöflichen Studienförderung des Cusanuswerks für das Fach Philosophie. Sein Philosophiestudium schloss er 1988 mit dem Erwerb des Magister Artium ab, 1989 folgte der Abschluss des Studiums der Katholischen Theologie mit dem Erwerb des Diploms. 1991 erfolgte seine Promotion in Philosophie zum Thema „Das mystische Wissen bei Heinrich Seuse“ bei Werner Beierwaltes. Er wirkte von 1992 bis 1998 als wissenschaftlicher Assistent und von 1998 bis 1999 als wissenschaftlicher Oberassistent am Lehrstuhl für Philosophie III von Werner Beierwaltes am Institut für Philosophie der Ludwigs-Maximilians-Universität München und habilitierte sich 1997 im Fach Philosophie mit einer Arbeit zum Thema „Wahrheit und Notwendigkeit. Die Theorie der Wahrheit bei Anselm von Canterbury im Gesamtzusammenhang seines Denkens und unter Berücksichtigung seiner antiken Quellen (Aristoteles, Cicero, Augustinus, Boethius)“. 1999 folgte die Promotion in katholischer Theologie über das Thema „Transzendenz und Welt. Das daseinshermeneutische Transzendenz- und Welt-Verständnis Martin Heideggers auf dem Hintergrund der neuzeitlichen Geschichte des Transzendenzbegriffs“ bei Richard Heinzmann. Von 1999 bis 2001 war Markus Enders Heisenberg-Stipendiat der Deutschen Forschungsgemeinschaft.
Nach einem von ihm abgelehnten Ruf an die Theologische Fakultät Fulda übernahm Markus Enders 2001 als Nachfolger von Bernhard Casper, Klaus Hemmerle und Bernhard Welte den Lehrstuhl für Christliche Religionsphilosophie an der Theologischen Fakultät der Albert-Ludwigs-Universität Freiburg. 2009 erfolgte die Ernennung zum Adjunct Professor (mit den Areas of specialization: Philosophy of Religion, Ancient and Medieval Philosophy, German Mysticism) am Department of Philosophy, Faculty of Arts, der Memorial University of Newfoundland in St. John’s (Neufundland). Im Jahr 2013 erhielt er einen Ruf auf die Professur für Philosophische Grundfragen der Theologie an der Theologischen Fakultät der Katholischen Universität Eichstätt-Ingolstadt, den er ablehnte. Im akademischen Jahr 2014/15 war Markus Enders Dekan der Theologischen Fakultät der Albert-Ludwigs-Universität Freiburg. Im Juli 2017 wurde er als ordentliches Mitglied in die Philosophisch-Historische Klasse der Heidelberger Akademie der Wissenschaften aufgenommen.
Markus Enders ist verheiratet und hat drei Kinder.

## Wirken
Schwerpunkte von Markus Enders in Lehre und Forschung sind:
- Philosophische Gotteslehre in Geschichte und Gegenwart, insbesondere die Geschichte und systematische Bedeutung des sogenannten ontologischen Gottesbegriffs und Gottesbeweises
- Geschichte des philosophischen Begriffs der Wahrheit
- Philosophie der monotheistischen Weltreligionen, insbesondere im Denken des (lateinischen) Mittelalters
- Theorie und zentrale Themen der Christlichen Mystik, insbesondere der sog. Deutschen Mystik (Meister Eckhart, Heinrich Seuse, Johannes Tauler)
- Philosophischer Transzendenzbegriff in systematischer und historischer Perspektive, insbesondere in der Philosophie der Neuzeit
- Philosophische Studien zur Religiosität des Menschen und zu einem interreligiös verwendbaren Religionsbegriff
- Studien zum Verhältnis zwischen postmodernem, christlichem und neureligiösem Denken
- Studien zu Vertretern der sog. Freiburger religionsphänomenologischen Schule (Bernhard Welte, Klaus Hemmerle, Bernhard Casper)
- Phänomenologische und metaphysische Überlegungen zum Wesen der Gabe und zu den personalen Akten des Gebens, des Sichgebens, des Verzeihens und des Vergebens
- Edition der Karl-Jaspers-Gesamtausgabe in der Funktion als Leiter der Heidelberger Arbeitsstelle der Karl-Jaspers-Gesamtausgabe der Heidelberger Akademie der Wissenschaften und der Akademie der Wissenschaften zu Göttingen

Zusammen mit Rolf Kühn gründete er 2010 die drittmittelfinanzierte Forschungsstelle für jüngere französische Religionsphilosophie am Arbeitsbereich Christliche Religionsphilosophie, deren stellvertretende Leitung er seitdem innehat.
Seit 2012 ist er Erster Vorsitzender der Bernhard-Welte-Gesellschaft e. V.
Seit 2017 ist Markus Enders Ordentliches Mitglied der Philosophisch-Historischen Klasse der Heidelberger Akademie der Wissenschaften.
Seit April 2020 ist Markus Enders als Nachfolger von Jens Halfwassen (gest. 2020) Leiter der Heidelberger Arbeitsstelle der Karl-Jaspers-Gesamtausgabe der Heidelberger Akademie der Wissenschaften und der Akademie der Wissenschaften zu Göttingen.

## Gastdozenturen
- 2002: Gastdozentur an der Theologischen und der Philosophischen Fakultät der Universidad Pontificia in Salamanca (Spanien)
- 2006: Gastdozentur am Department für Philosophie der Sophia-Universität in Tokio (Japan)
- 2007: Gastdozentur an der Theologischen Fakultät der Päpstlichen Katholischen Universität von Chile in Santiago de Chile
- 2008: Gastdozentur am Department für Philosophie der Memorial University of Newfoundland in St. John’s (Neufundland)

## Ausgewählte Mitgliedschaften
- Seit 2001 Mitglied des Wissenschaftlichen Bereits und seit 2012 Vorsitzender der Bernhard-Welte-Gesellschaft e. V.
- Gründungsmitglied der Internationalen Gesellschaft für Theologische Mediävistik e. V.
- Gründungsmitglied und Mitglied des Wissenschaftlichen Beirats der Gustav-Siewerth-Gesellschaft
- 2007–2011 Vorsitzender (seit 2011 einfaches Mitglied) des Kuratoriums zur Verleihung des Bernhard-Welte-Preises an der Albert-Ludwigs-Universität Freiburg
- 2007–2010 Sprecher des Promotionskollegs „Philosophy, Faith and Hermeneutics“ innerhalb der Graduiertenschule „Theology and Religious Studies“ an der Albert-Ludwigs-Universität Freiburg
- Seit 2011 Mitglied des Interuniversitären Forschungsverbunds für Metaphysik und Religionsphilosophie München/Tübingen
- Seit 2012 Mitglied des erweiterten Vorstands der Meister-Eckhart-Gesellschaft e.V.
- Seit 2017 Mitglied des Editorial Board des Meister-Eckhart-Jahrbuchs und der Beihefte zum Meister-Eckhart-Jahrbuch
- Mitglied der Görres-Gesellschaft zur Pflege der Wissenschaft
- Mitglied des Wissenschaftlichen Beirats des Heidegger-Jahrbuchs
- Mitglied des Beirats des Europäischen Instituts für Philosophie und Religion an der Philosophisch-Theologischen Hochschule Benedikt XVI. Heiligenkreuz
- Mitglied der Gesellschaft für antike Philosophie (Ganph) e. V.
- Mitglied der Deutschen Gesellschaft für Religionsphilosophie e. V.
- Seit 2017 Ordentliches Mitglied der Philosophisch-Historischen Klasse der Heidelberger Akademie der Wissenschaften

## Ausgewählte Publikationen

### Monographien
- Das mystische Wissen bei Heinrich Seuse (Veröffentlichungen des Grabmann-Institutes zur Erforschung der Mittelalterlichen Theologie und Philosophie, N. F. 37), Paderborn u. a. (Schöningh), 1993.
- Wahrheit und Notwendigkeit. Die Theorie der Wahrheit bei Anselm von Canterbury im Gesamtzusammenhang seines Denkens und unter besonderer Berücksichtigung seiner antiken Quellen (Aristoteles, Cicero, Augustinus, Boethius) (Studien und Texte zur Geistesgeschichte des Mittelalters 64), Leiden/New York/Köln (Brill), 1999.
- Transzendenz und Welt. Das daseinshermeneutische Transzendenz- und Weltverständnis Martin Heideggers auf dem Hintergrund der neuzeitlichen Geschichte des Transzendenz-Begriffes, Frankfurt a. M. u. a. (Lang), 1999.
- Natürliche Theologie im Denken der Griechen (Fuldaer Hochschulschriften 36), Frankfurt a. M. (Knecht), 2000.
- Gelassenheit und Abgeschiedenheit – Studien zur Deutschen Mystik (Boethiana 82), Hamburg (Dr. Kovač), 2008.
- Zum Begriff der Unendlichkeit im abendländischen Denken. Unendlichkeit Gottes und Unendlichkeit der Welt (Boethiana 86), Hamburg (Dr. Kovač), 2009.
- Postmoderne, Christentum und Neue Religiosität. Studien zum Verhältnis zwischen postmodernem, christlichem und neureligiösem Denken, Hamburg (Dr. Kovač), 2010.
- La teología natural en el pensamiento de los griegos, Córdoba/Argentinien (Eduvim), 2019.

### Herausgeberschaften von Einzelbänden
- (zus. mit Holger Zaborowski) Phänomenologie der Religion. Zugänge und Grundfragen. Akten des internationalen religionsphilosophischen Kongresses – Freiburg im Breisgau 2003, Freiburg i. Br./München (Alber), 2004.
- (zus. mit Jan Szaif) Die Geschichte des philosophischen Begriffs der Wahrheit, Berlin (de Gruyter), 2006.
- (zus. mit Rolf Kühn) „Im Anfang war der Logos...“. Studien zur Rezeptionsgeschichte des Johannesprologs von der Antike bis zur Gegenwart, mit einem Beitrag von Christoph Bruns (Forschungen zur europäischen Geistesgeschichte 11), Freiburg i. Br./Basel/Wien (Herder), 2011.
- (zus. mit Rolf Kühn) Kritik gegenwärtiger Kultur. Phänomenologische und christliche Perspektiven (Seele, Existenz und Leben 22), Freiburg i. Br./München (Alber), 2013.
- Immanenz & Einheit. Festschrift zum 70. Geburtstag von Rolf Kühn (Studies on the Interaction of Art, Thought and Power 7), Leiden/Boston (Brill), 2015.
- Meister Eckhart und Bernhard Welte. Meister Eckhart als Inspirationsquelle für Bernhard Welte und für die Gegenwart (Heinrich-Seuse-Forum 4), Münster/Berlin (Lit), 2015.
- (zus. mit Christine Büchner und Dietmar Mieth) Meister Eckhart – interreligiös (Meister-Eckhart-Jahrbuch 10), Stuttgart (Kohlhammer), 2016.
- Selbstgebung und Selbstgegebenheit. Zur Bedeutung eines universalen Phänomens (Seele, Existenz und Leben 30), Freiburg i. Br./München (Alber), 2018.
- (zus. mit Bernd Goebel) Die Philosophie der monotheistischen Weltreligionen im frühen und hohen Mittelalter (Fuldaer Studien 24), Freiburg i. Br. u. a. (Herder), 2019.

### Herausgeberschaften von Zeitschriften und Reihen
- Jahrbuch für Religionsphilosophie, Frankfurt a. M. (Klostermann), 2001–2011.
- (zus. mit Holger Zaborowski) Jahrbuch für Religionsphilosophie/Philosophy of Religion Annual, Freiburg i. Br./München (Alber), seit 2012.
- (zus. mit Bernhard Uhde) Scientia et Religio. Studien zu Philosophie und Religio, Freiburg i. Br./München (Alber), seit 2004.
- Heinrich-Seuse-Jahrbuch. Zeitschrift für eine interdisziplinäre Erforschung der Spiritualität Heinrich Seuses und der Deutschen Mystik, Münster/Berlin (Lit), 2008–2011.
- Scientia mystica. Studien zur christlichen und außerchristlichen Mystik, Münster u. a. (Lit), seit 2009.
- Schriften der Bernhard-Welte-Gesellschaft, im Auftrag der Bernhard-Welte-Gesellschaft herausgegeben von Markus Enders, Freiburg i. Br., 2013–2016.
- Schriftenreihe der Bernhard-Welte-Gesellschaft e. V., Verlag Traugott Bautz, Nordhausen, seit 2017.

### Herausgeberschaften von Editionen
- Anselm von Canterbury, Über die Wahrheit. Lateinisch–Deutsch, übersetzt, mit einer Einleitung und Anmerkungen herausgegeben von Markus Enders (Philosophische Bibliothek 535), Hamburg (Meiner), 2001, 2. Auflage 2003.
- Gustav Siewerth, Erziehende und bildende Liebe, Konstanz (Gustav Siewerth Gesellschaft), 2005.
- Bernhard Welte, Gesammelte Schriften II/1: Denken in Begegnung mit den Denkern I: Meister Eckhart Thomas von Aquin Bonaventura, eingeführt und bearbeitet von Markus Enders, Freiburg i. Br./Basel/Wien (Herder), 2007.
- Bernhard Welte, Gesammelte Schriften III/2: Kleinere Schriften zur Philosophie der Religion, eingeführt und bearbeitet von Markus Enders, Freiburg i. Br./Basel/Wien (Herder), 2008.
- Bernhard Welte, Gesammelte Schriften VI: Gesamtregister zu den Abteilungen I bis V, herausgegeben von Bernhard Casper in Zusammenarbeit mit den für die Bearbeitung der Einzelbände Verantwortlichen, Freiburg i. Br./Basel/Wien (Herder), 2011.
- Michel Henry, Radikale Religionsphänomenologie. Beiträge 1943–2001, hg. v. Rolf Kühn und Markus Enders, übersetzt aus dem Französischen von Rolf Kühn, Freiburg i. Br./München (Alber), 2015.
- Gustav Siewerth, Pädagogische und Anthropologische Schriften I–III (Gesammelte Werke 6 a–c), im Auftrag der Gustav-Siewerth-Gesellschaft e. V. herausgegeben von Markus Enders, Konstanz (Gustav Siewerth Gesellschaft), 2016–2018.
- Bernhard Welte Inedita, im Auftrag der Bernhard-Welte-Gesellschaft e. V. herausgegeben von Markus Enders, Freiburg i. Br./Basel/Wien (Herder), seit 2018.
- Karl Jaspers Gesamtausgabe, herausgegeben im Auftrag der Heidelberger Akademie der Wissenschaften und der Akademie der Wissenschaften zu Göttingen von Markus Enders, Thomas Fuchs, Jens Halfwassen † und Reinhard Schulz, Basel (Schwabe), seit 2020.